# City Skyliner

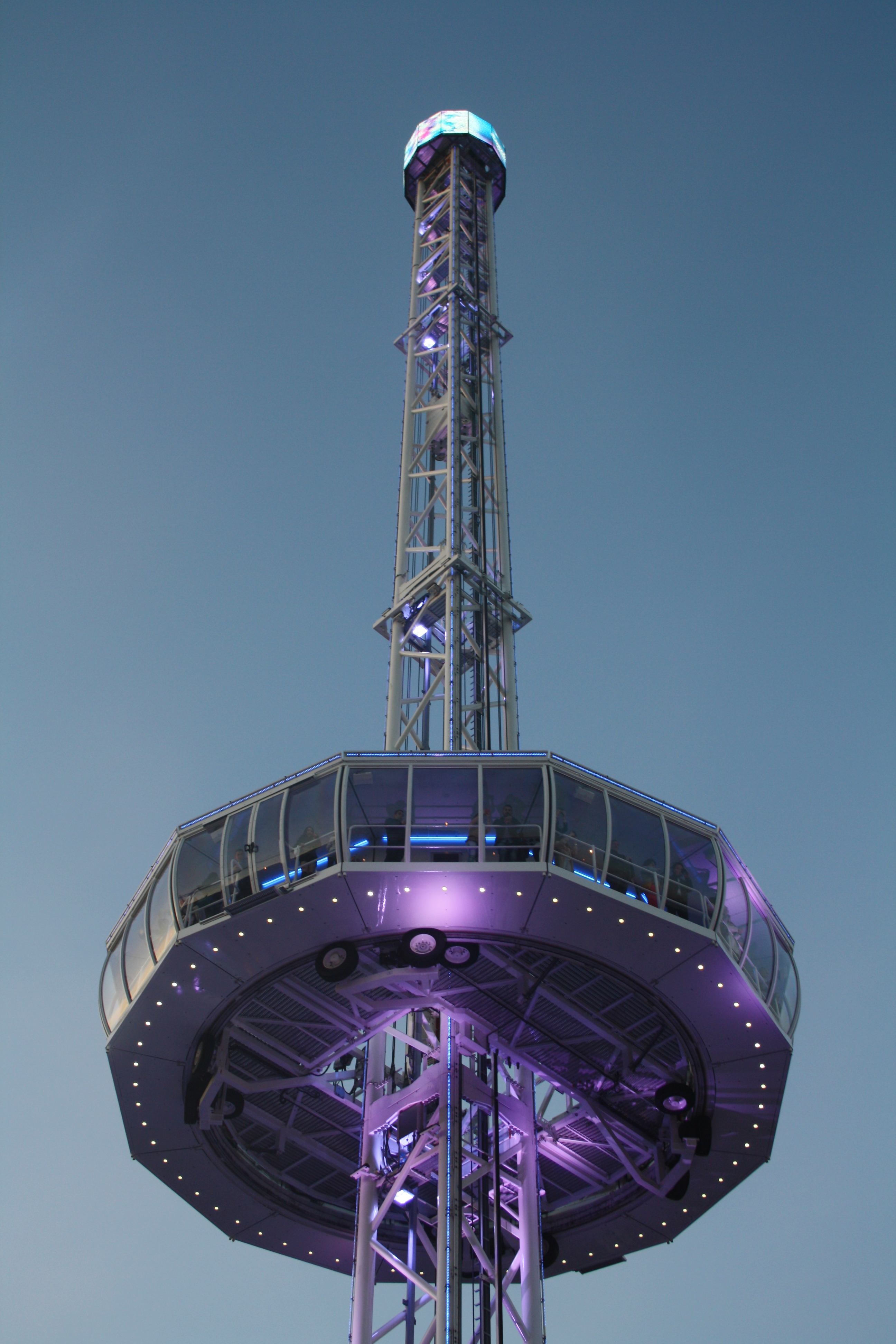
City Skyliner

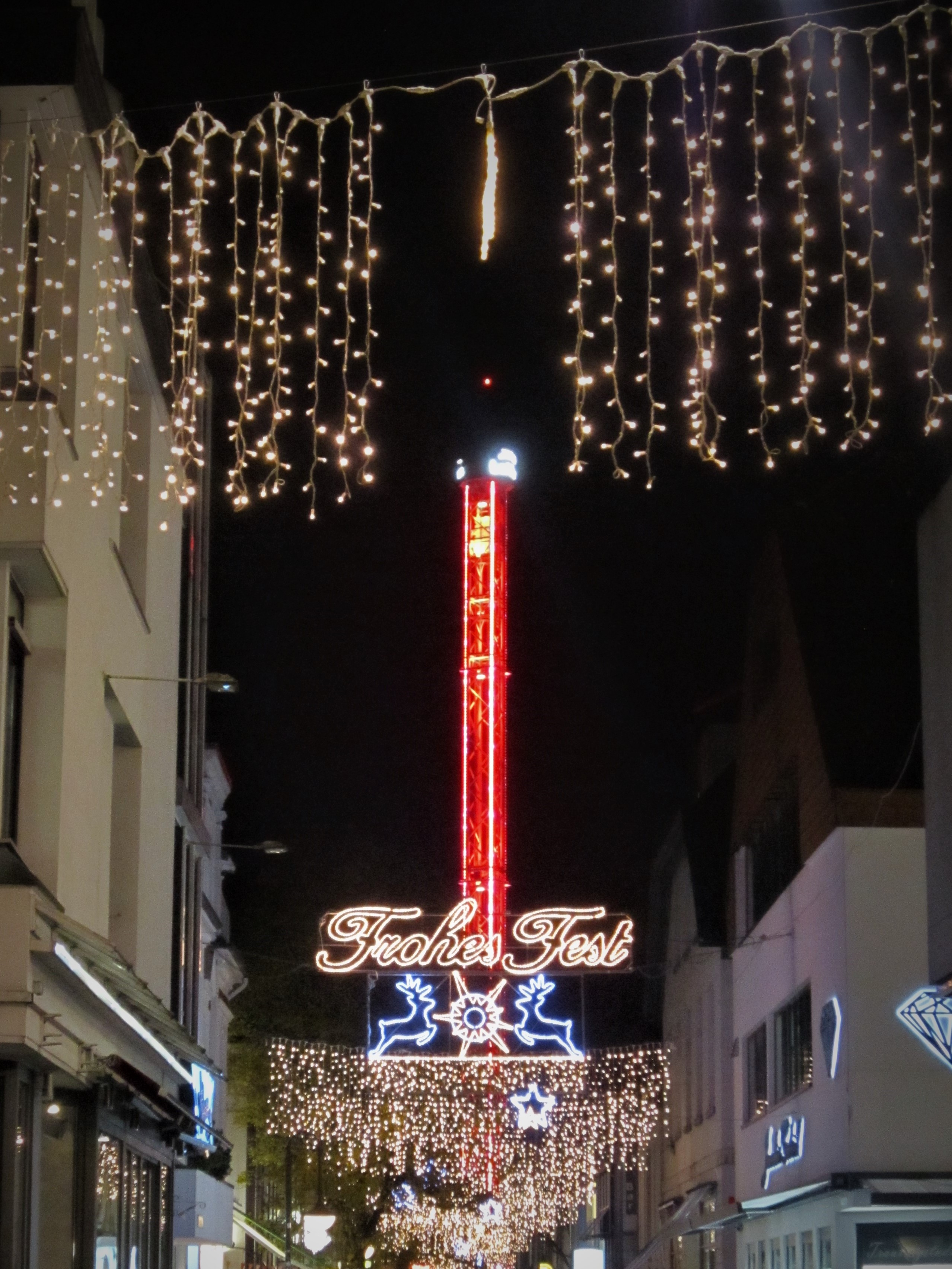
City Skyliner im Advent

Der City Skyliner ist mit einer Gesamthöhe von 81 Metern der zur Zeit höchste mobile Aussichtsturm der Welt. Der Top of the World ist mit einer Gesamthöhe von 95 Metern zwar höher, wurde allerdings vor einigen Jahren im Freizeit-Land Geiselwind stationär aufgebaut.
Der City Skyliner ist ein so genannter Gyro-Tower, d. h., die Passagierkabine dreht sich bei der Auf- und Abwärtsbewegung um den Turm. Die maximale Fahrhöhe der Kabine beträgt 72 m bei einem Fassungsvermögen von 60 Personen. Das Baujahr des City Skyliners ist 2013.
Er wird von zwei Elektromotoren angetrieben: Ein Liftmotor mit einer Leistung von 110 kW und ein Motor für die Kabinenrotation mit einer Leistung von 60 kW.
Der City Skyliner ist ausgestattet mit einer Bar im Wartebereich und einer LED-Videowand an der Turmspitze für Werbezwecke. Darüber hinaus ist die Kabine mit einer Klimaanlage und mit Lautsprechern, über die während der Fahrt Informationen über den jeweiligen Aufstellort gegeben werden, ausgestattet.
In der Adventszeit wird der im Dunkeln rot angestrahlte City Skyliner auch als „höchste Kerze der Welt“ vermarktet.